# L'Enragé
Cet article concerne un journal satirique. Pour le film diffusé au Québec sous le titre L'Enragé, voir Chute libre (film).
L'Enragé est un journal satirique considéré comme d’inspiration anarchiste fondé au début de mai 1968 par Jean-Jacques Pauvert. Il parut jusqu'en novembre 1968 après 12 numéros.

## Histoire
Il rassemblait une génération d'auteurs venus d'autres journaux s'inspirant de cet esprit contestataire et libertaire, comme Hara-Kiri et plus tard Hara-Kiri Hebdo qui deviendra Charlie Hebdo avec les dessinateurs Siné, Reiser, Cabu, Topor, Wolinski, Willem.
Ce journal connut un grand succès pendant et juste après les évènements de Mai 68.
La mise en page était réalisée par Étienne Robial, futur créateur des éditions Futuropolis et de l'identité visuelle de la chaîne payante Canal+.
En 1988, les douze numéros de L’Enragé sont rassemblés pour la première fois dans un album publié chez l'éditeur Jean-Jacques Pauvert. Puis, en 2018, les douze numéros de L’Enragé sont, de nouveau rassemblés, dans un album publié chez Hoëbeke.

## Citation
Déclaration d'intention se trouvant dans le premier numéro :
« Ce journal est un pavé
Il peut servir de mèche pour cocktail Molotov.
Il peut servir de cache matraque.
Il peut servir de mouchoir anti-gaz.
Nous serons tous solidaires, et nous le resterons, de tous les enragés du Monde.
Nous ne sommes ni étudiants, ni ouvriers, ni paysans, mais nous tenons à apporter notre pavé à toutes leurs barricades.
Si certains d’entre vous ont des difficultés ou éprouvent des scrupules à s’exprimer dans les journaux traditionnels, venez le dire ici : vous êtes chez vous !.
Dans ce journal rien n’est interdit, sauf d’être de droite !
Aux armes, enragés, formez vos bataillons ! Marchons, marchons, un sang impur abreuvera bientôt nos sillons ! »